# Le Alpi di Glarus
Le Alpi di Glarus è un dipinto di Raffaele De Grada. Eseguito verso il 1913, appartiene alle collezioni d'arte della Fondazione Cariplo.

## Descrizione
Si tratta di un paesaggio delle Alpi nei pressi di Glarona ("Glarus"), località non lontana da Zurigo, dove De Grada visse da ragazzino. Il dipinto riecheggia la lezione simbolista di Ferdinand Hodler: la rappresentazione dei monti è fortemente spiritualizzata, con un superamento dell'approccio naturalistico tipico della pittura lombarda, di cui De Grada è fra i più noti esponenti.

## Storia
Il dipinto, proveniente da una collezione privata bresciana, venne acquistato dalla Fondazione Cariplo nel 1993. Era stato esposto in occasione di una retrospettiva sull'autore allestita alla Rotonda della Besana nel 1976.